# Gioco della bottiglia
Il gioco della bottiglia è un gioco di gruppo. I partecipanti si siedono in cerchio sul pavimento e si pone al centro una bottiglia. Si estrae a sorte chi ruoterà per primo la bottiglia. Prima di iniziare, il giocatore deve dichiarare a tutti la posta in gioco, ovvero, generalmente: bacio, carezza, schiaffo, pugno (o pizzicotto), lettera. Le categorie ammesse come posta dovranno essere concordate tra i partecipanti. all'inizio del gioco. Il primo giocatore, quindi, procede alla rotazione della bottiglia che, al termine del giro, si fermerà con il collo orientato nella direzione di uno dei concorrenti, che sarà colui al quale la posta in palio è destinata; ad esempio, si dovrà baciare la persona indicata. Naturalmente, le regole di combinazione tra i sessi dovranno essere fissate prima di cominciare, per rispettare le preferenze sessuali di tutti i giocatori (es.: uomo ruota, donna vittima = valido; uomo ruota, uomo vittima = valido, ecc). Il giocatore vittima diventerà poi, a sua volte, colui che ruota la bottiglia, e così via.
Sebbene possa accadere che dei ragazzi giochino al gioco della bottiglia, la sua diffusione si è ridotta a partire dagli Anni Novanta del Novecento. Il gioco era molto diffuso tra i ragazzi durante la seconda parte del Novecento, dal momento che consentiva interazioni "sessuali" tra ragazzi e ragazze. È stato persino descritto come "il gioco per eccellenza per adolescenti glandularmente eccitati".

## Storia
L'esatta origine del gioco è ignota, sebbene sia ragionevole credere che esso sia stato inventato negli Stati Uniti nella prima metà del Novecento. Il primo riferimento scritto a questo gioco risale al 1925. 
Riferimenti ad un gioco simile, chiamato Bottle of Fortune, risalgono invece al 1922. Dalle fonti di cui sopra risulta che il gioco era già noto e diffuso tra i bambini negli Anni Venti del Novecento.